# Jean-Claude Scherrer
Jean-Claude Scherrer (Uznach, 20 luglio 1978) è un ex tennista svizzero.

## Carriera
In carriera ha raggiunto due finali nel doppio all'Allianz Suisse Open Gstaad nel 2006, in coppia con Marco Chiudinelli, e al Chennai Open nel 2009, in coppia con Stan Wawrinka. Nei tornei del Grande Slam ha ottenuto il suo miglior risultato raggiungendo il terzo turno nel doppio all'Open di Francia nel 2008, in coppia con lo slovacco Michal Mertiňák.

## Statistiche

### Doppio

#### Finali perse (2)
| Numero | Anno            | Torneo                             | Superficie  | Compagno          | Avversari in finale     | Punteggio |
| 1.     | 16 luglio 2006  | Allianz Suisse Open Gstaad, Gstaad | Terra rossa | Marco Chiudinelli | Jiří Novák Andrei Pavel | 3-6, 1-6  |
| 2.     | 11 gennaio 2009 | Chennai Open, Chennai              | Cemento     | Stan Wawrinka     | Eric Butorac Rajeev Ram | 3-6, 4-6  |